# نيك ماركو
نيك ماركو (بالإنجليزية: Nick Marko)‏ هو مغني ومنتج أسطوانات ومغن مؤلف أمريكي، ولد في 24 نوفمبر 1978 في ديربورن في الولايات المتحدة.

## وصلات خارجية
- الموقع الرسمي